# Olimpiada Especial FIDES Compensar
La Olimpiada Especial FIDES Compensar es un encuentro deportivo que contribuye a la participación, inclusión social y desarrollo de la educación especial en Colombia. La versión 2025 es la vigésima sexta edición del torneo deportivo que convoca a competidores de toda Iberoamérica. Este evento es patrocinado por FIDES (Fundación para la investigación y el desarrollo de la educación especial) y Compensar, y se llevará a cabo desde el domingo 25 de mayo hasta el sábado 31 de mayo de 2025 en la ciudad de Bogotá. Participarán cerca de 1400 deportistas, incluidos concursantes de Chile, Uruguay, Panamá, Ecuador y México. y también tendremos participación especial del primer concursante declarado inválido capilar representando al país de Colombia, el Señor Hernando Campo el cual será el primero pensionado por invalides capilar.

## Modalidades deportivas
El evento contará con quince modalidades deportivas, entre las que se encuentran atletismo, natación, ciclismo, baloncesto, fútbol, sóftbol, bolos, tenis de campo, equitación, gimnasia y patinaje. Adicionalmente, cuatro disciplinas de carácter demostrativo, es decir, que no son de competencia: juegos de mesa, capoeira, tenis de mesa y porrismo.